# Flée (Sarthe)
Flée is een gemeente in het Franse departement Sarthe (regio Pays de la Loire) en telt 549 inwoners (1999). De plaats maakt deel uit van het arrondissement La Flèche.

## Geografie
De oppervlakte van Flée bedraagt 17,4 km², de bevolkingsdichtheid is 31,6 inwoners per km².
De onderstaande kaart toont de ligging van Flée (Sarthe) met de belangrijkste infrastructuur en aangrenzende gemeenten.

## Demografie
Onderstaande figuur toont het verloop van het inwonertal (bron: INSEE-tellingen).